# Le Goût des autres
Le Goût des autres é um filme de drama francês de 2000 dirigido e escrito por Agnès Jaoui. Foi indicado ao Oscar de melhor filme estrangeiro na edição de 2001, representando a França.

## Elenco
- Jean-Pierre Bacri - Jean-Jacques Castella
- Anne Alvaro - Clara Devaux
- Alain Chabat - Bruno Deschamps
- Agnès Jaoui - Manie
- Gérard Lanvin - Franck Moreno
- Christiane Millet - Angélique Castella
- Wladimir Yordanoff - Antoine
- Anne Le Ny - Valérie
- Brigitte Catillon - Béatrice Castella
- Raphaël Defour - Benoît
- Xavier de Guillebon - Weber